# Рамирес, Консепсьон
Мария де ла Консепсьон Рамирес Мендоса (исп. María de la Concepción Ramírez Mendoza; 8 марта 1942 — 10 сентября 2021) — гватемальская активистка борьбы за мир, чей портрет изображен на гватемальской монете номиналом 25 сентаво, известной как чока.

## Биография
Рамирес родилась 8 марта 1942 года в городке Сантьяго-Атитлане в департаменте Солола. Её отец был евангельским проповедником, а мать обучала её традиционным ремеслам дома. В 1965 году она вышла замуж за Мигеля Анхеля Реанду Сикай; у них родилось шестеро детей.

### 25 сентаво
В 1959 году портрет 17-летней Консепсьон Рамирес был выбран для размещения на монете в 25 сентаво в результате конкурса на звание «самой красивой коренной женщины» в Гватемале. Портрет был подготовлен по фотографиям Альфредо Гальвеса Суареса. Её портрет стал узнаваем по всей стране как «женщина с чоки». На дизайне монеты Рамирес изображена в головном уборе токойаль из ткани, обмотанной вокруг головы двадцать раз, в форме озера Атитлан.

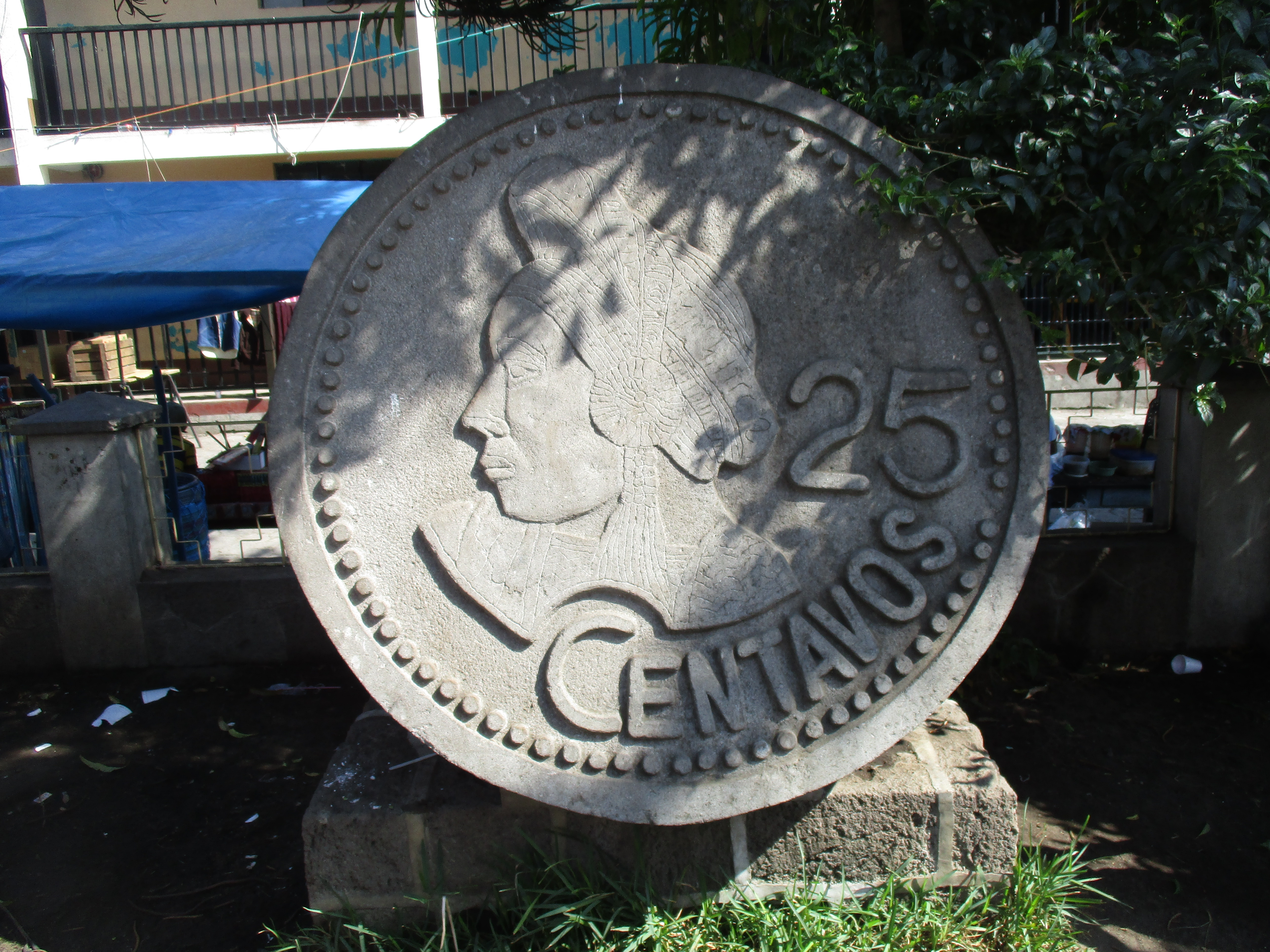
Скульптура монеты номиналом 25 сентаво с ликом Рамирес, установленная на площади Консепсьон в Сантьяго-Атитлане.

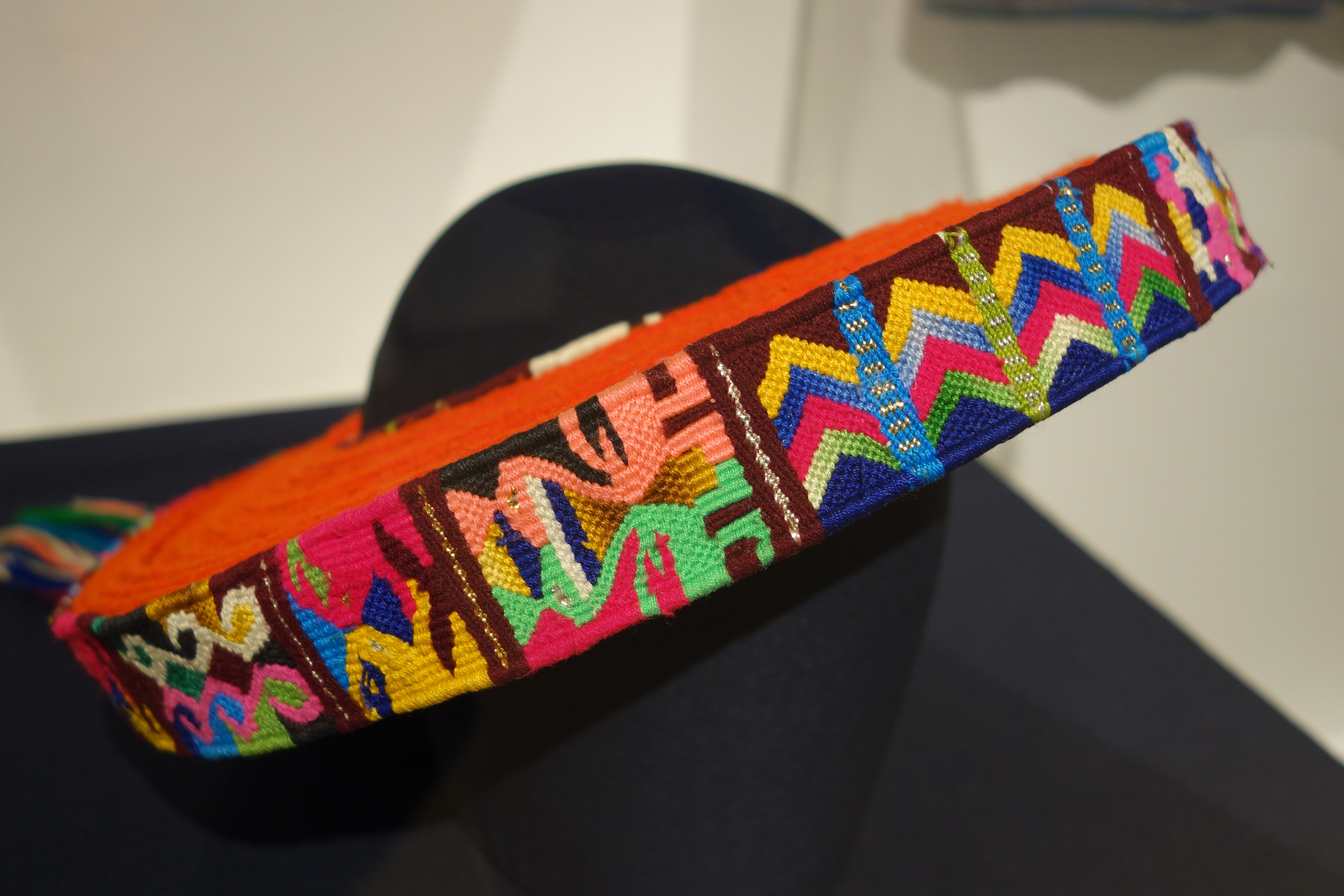
Токойаль (лента для волос/головной убор) майя цутухиль, Сантьяго Атитлан, ок. 1920 г., хлопок — Текстильный музей Канады

8 марта 2016 года Главное управление по предупреждению преступности Национальной гражданской полиции в Сантьяго-Атитлане почтило её в день 74-летия. В 2018 году государство назначило Рамирес пенсию в знак признания её достижений.
В 2019 году при реконструкции парка в Сантьяго-Атитлане ей поставили памятник высотой 1 метр в форме монеты. В честь неё названа площадь Консепсьон в городе.

### Активизм
Бурное политическое прошлое Гватемалы отразилось на семье Консепсьон. 7 января 1980 года на фоне гражданской войны в Гватемале и массовых правительственных репрессий её отца замучили до смерти вместе с 27 другими людьми. 22 мая 1990 года её муж был убит вместе с тремя другими на волне политического насилия. Отвечая на это, Рамирес решительно выступила против политического насилия. Как представительница культуры цутухиль Рамирес также страстно желала сохранить родные традиции и язык. В 2007 году ей выпала честь возложить белую розу на Руку мира в Национальном дворце культуры.